# Cripta del Cristo
La Cripta del Cristo sorge a Matera in prossimità della Gravina di Picciano.

## Descrizione
Lungo la strada provinciale per Gravina di Puglia, dopo km.8,300, si svolta sulla sinistra per la via che conduce al borgo rurale di La Martella. Percorsi circa km. 2 si piega nuovamente sulla sinistra per la carrareccia che porta alla masseria del Cristo. Questa tipica costruzione rurale si articola in numerosi ambienti molti dei quali distrutti da un recente imponente crollo e si presenta come un autentico fortilizio agreste. L'edificio trae il suo nome da un bassorilievo e si suddivide in tre settori: l'aula, il presbiterio ed un ambiente laterale di servizio. Un muretto separa il presbiterio dal resto dell'aula. L'altare è ancora quello originario.